# Tampa, Kansas
Tampa là một thành phố thuộc quận Marion, tiểu bang Kansas, Hoa Kỳ. Năm 2010, dân số của xã này là 112 người.

## Dân số
Dân số các năm:
- Năm 2000: 144 người
- Năm 2010: 112 người